# NGC 3217
NGC 3217 је спирална галаксија у сазвежђу Лав која се налази на NGC листи објеката дубоког неба.
Деклинација објекта је + 10° 57' 35" а ректасцензија 10h 23m 32,6s. Привидна величина (магнитуда) објекта NGC 3217 износи 14,6 а фотографска магнитуда 15,3. NGC 3217 је још познат и под ознакама IC 606, MCG 2-27-6, MK 721, IRAS 10208+1112, CGCG 65-17, 8ZW 74, Todd 29, PGC 30448.